# Escrito en el agua
 Escrito en el agua  es una película de Argentina filmada en colores dirigida por Marcos Loayza sobre su propio guion según el libro de José Antonio Ciancaglini y Graciela Torre Nilsson que se estrenó el 18 de septiembre de 1998 y que tuvo como actores principales a Jorge Marrale, Mariano Bertolini, Marcos Woinsky, Luciana González Costa y Noemí Frenkel.

## Sinopsis
Cuando viaja a visitar a su abuelo a un pueblo provinciano, un adolescente que vive en Buenos Aires con su familia, con pocos amigos y apasionado con la computadora e Internet, se produce su despertar al amor y el descubrimiento de mentiras encubiertas.

## Reparto
- Jorge Marrale como Marcelo
- Mariano Bertolini como Manuel
- Noemí Frenkel como Cecilia
- Luciana González Costa como Clara
- Julieta Midnik como Mariana
- Daniel Digiulio como Montoya
- Francisco Cocuzza como Pescador
- Marcos Woinski como Abuelo
- Matilde Ugalde Lovecky como Secretaria

## Comentarios
Martín Pérez en Página 12 escribió:

«…tan transparente, ingenuo y sincero como la cara de su joven protagonista…Loaysa construye su film de iniciación en voz baja, sin respuestas ni estridencias.»

Quintín en El Amante del Cine  escribió:

«Al intentar (Loayza) concebir sus personajes como universales los terminó alojando en un limbo de la clase media, donde aun las bajezas ocasionales tienen una base noble. No vio, o no quiso ver que hace un tiempo que ese sueño fue aplastado por una ferocidad de la que él mismo fue testigo.»

Manrupe y Portela escriben:

«Intento de exploración del universo juvenil que por momentos puede llegar a tener interés, pero finalmente cae en el tedio. La caracterización de Woinski como abuelo español es inexplicable.»